# Hallmaß
Das Hallmaß {\displaystyle H}, auch Direktschall-Hall-Pegelabstand, ist das logarithmierte Verhältnis der Schallenergie des Direktschalls zur gesamten reflektierten Schallenergie (Hallenergie), das an einem interessierenden Punkt eines Innenraums (z. B. an einem bestimmten Hörerort eines Konzertsaals) vorliegt:
{\displaystyle {\begin{aligned}H&=10\cdot \lg {\frac {E_{dir}}{E_{refl}}}=L_{E_{dir}}-L_{E_{refl}}\\&=20\cdot \lg {\frac {p_{dir}}{p_{refl}}}\end{aligned}}}
Dabei bedeutet:
- H = Hallmaß in Dezibel (dB)
- Edir = Energie des Direktschalls
- Erefl = Energie des Raumschalls
- LE = Schallenergiepegel in dB
- pdir = Schalldruck des Direktschalls
- prefl = Schalldruck des Raumschalls

Das Hallmaß kann zur Bewertung der Hörsamkeit einen Hörerplatzes in einem Auditorium herangezogen werden. Zur Deutlichkeit und Durchsichtigkeit eines Schallereignisses tragen jedoch noch weitere Kriterien bei.
Nach Untersuchungen von Walter Reichardt und W. Schmidt kann man 15 Stufen des Raumeindrucks aus Direktschall und Raumschall (Nachhall) unterscheiden:
| Nachhallanteil überwiegend | Nachhallanteil überwiegend | Nachhallanteil überwiegend | Nachhallanteil überwiegend | Nachhallanteil überwiegend | Nachhallanteil überwiegend | Nachhallanteil überwiegend | Nachhallanteil überwiegend |      | Direktschallanteil überwiegend | Direktschallanteil überwiegend | Direktschallanteil überwiegend | Direktschallanteil überwiegend | Direktschallanteil überwiegend | Direktschallanteil überwiegend | Direktschallanteil überwiegend | Direktschallanteil überwiegend |
| -------------------------- | -------------------------- | -------------------------- | -------------------------- | -------------------------- | -------------------------- | -------------------------- | -------------------------- | ---- | ------------------------------ | ------------------------------ | ------------------------------ | ------------------------------ | ------------------------------ | ------------------------------ | ------------------------------ | ------------------------------ |
| H                          | <−23 dB                    | −17,5 dB                   | −13 dB                     | −9,5 dB                    | −6,5 dB                    | −4 dB                      | −2 dB                      | 0 dB | 2 dB                           | 4 dB                           | 6,5 dB                         | 9 dB                           | 12 dB                          | 16 dB                          | >22 dB                         |                                |
| Stufe                      | −7                         | −6                         | −5                         | −4                         | −3                         | −2                         | −1                         | 0    | 1                              | 2                              | 3                              | 4                              | 5                              | 6                              | 7                              |                                |

Bei einem Hallmaß von 0 dB liegt gerade der Hallabstand vor.